# Новицкий, Борис Евгеньевич
Бори́с Евге́ньевич Нови́цкий(15 (28) июня 1904, Санкт-Петербург, Российская империя — 28 октября 1986, Хельсинки, Финляндия) — общественный и политический деятель Финляндии; учредитель и председатель Русского культурно-демократического союза (РКДС) в Финляндии; первый директор Финско-русской школы (1955—1963).

## Биография
Родился 15 июня 1904 года в Санкт-Петербурге.
В 1918 эмигрировал в Финляндию, окончил Реальное училище в Териоках, после чего зарабатывал на жизнь частными уроками.
В 1924 году приехал во Францию, где учился в университете Пуатье, затем в 1930 году окончил Химический институт университета Нанси. В 1929 году женился на Екатерине Эйнаровне Пуустинен. В 1931 году Екатерина Эйнаровна отправилась в Келломяки (ныне Комарово), где родился их первый сын Михаил.
Переехав в Париж, в 1930-е активно участвовал в пореволюционном движении. С 1931 годы был членом Пореволюционного клуба, а в 1934 году был избран в Совет старшин клуба. В 1931 году — член Клуба третьей эмиграции и Парижской группы Крестьянской России. Выступал с докладами на собраниях клубов, на заседаниях Социально-философского объединения.
Вскоре Екатерина с сыном Михаилом вернулась обратно в Париж, однако с работой во Франции было очень трудно, и в 1934 году семья вынуждена была вернуться в Финляндию, в Келломяки, в дом родителей Бориса Новицкого. Будучи дипломированным инженером, Борис Новицкий работал на Кабельной фабрике Вернера Векмана в Хельсинки, был членом русского литературно-художественного и философского объединения «Светлица».
В 1939 году с началом Зимней войны был помещён под стражу из-за подозрений в связях с Советским Союзом. В 1944 году совместно с Орентием Викторовичем Дидерихсом (28.05.1911, Уусикиркко −27.09.1988, Хельсинки) был организатором Кружка по изучению жизни Советского Союза.
Принимал активное участие в организации в Хельсинки Русского культурно-демократического союза (РКДС), был его председателем.
С 1955 по 1963 годы был одним из организаторов и первым директором Финско-русской школы в Хельсинки.
Скончался 28 октября 1986 года и похоронен на русском Никольском православном кладбище в Хельсинки.

## Семья
- Жена — Екатерина Эйнаровна (в девичестве Пуустинен), в браке с 1929 года, похоронена вместе с супругом.
  - Сын — Михаил Борисович Новицкий (род. 1931)